# Autodromo di Pergusa
Autodromo di Pergusa (znany również jako Autodromo di Pergusa-Enna) – włoski tor wyścigowy położony wokół jeziora Pergusa, nieopodal miejscowości Pergusa i Enna w departamencie Enna na Sycylii. Obecnie odbywają się tam głównie wyścigi motocyklowe oraz European Touring Car Championship, jednak w przeszłości startowały tam również bolidy wyścigowe. W latach 90. odbywały się tam wyścigi zaliczane do mistrzostw Formuły 3000, FIA Sportscar Championship oraz FIA GT Championship. W latach 1962–1985 organizowano tam wyścigi pod szyldem Grand Prix Morza Śródziemnego, które nie były jednak zaliczane do mistrzostw jakiejkolwiek serii. Do 1965 roku organizowano je na zasadach Formuły 1, a po 1965 - Formuły 2.